# Chaînon Sawback
Le chaînon Sawback, en anglais : Sawback Range, est une chaîne de montagnes située dans les Rocheuses canadiennes qui s'étire de la vallée Bow jusqu'au sud-est du parc national de Banff dans la province d'Alberta, au Canada.
La chaîne est constituée des sommets suivants :
| Sommet             | Altitude (m) |
| ------------------ | ------------ |
| Pic Bonnet         | 3 235        |
| Block Mountain     | 2 935        |
| Mont Ishbel        | 2 908        |
| Mont Cory          | 2 802        |
| Pic Oyster         | 2 777        |
| Cockscomb Mountain | 2 776        |
| Mont Louis         | 2 682        |
| Mont Fifi          | 2 621        |
| Mont Edith         | 2 554        |
| The Finger         | 2 545        |